# Primer ministre de l'Azerbaidjan

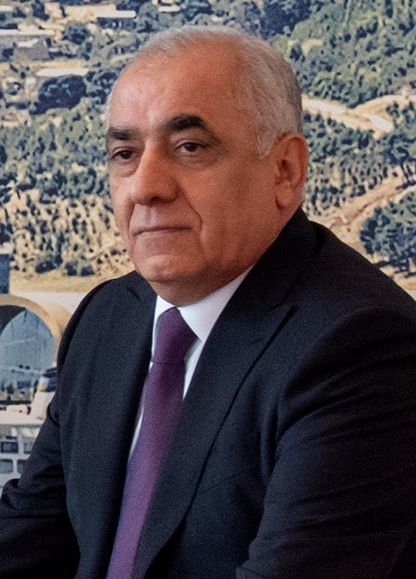
Ali Asadov i primer ministre de la República de l'Azerbaidjan des del 8 d'octubre de 2019.

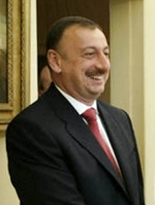
Ilham Alíev, qui va servir com a primer ministre interí de l'Azerbaidjan el 2003 i actualment és el president de la República.

En Azerbaidjan, el Primer Ministre és el Cap de Govern del seu país. L'actual primer ministre és Ali Asadov des del 8 d'octubre de 2019.

## Llista de Primers Ministres (des de1918)

### República Democràtica de l'Azerbaidjan(1918-1920)
- Fatali Khan Khoyski (1918-1919)
- Nasib Yusifbeyli (1919-1920)
- Mammad Hasan Hadzhinski (1920)

### República Transcaucàsica Socialista Federalista Soviètica de l'Azerbaidjan(1922-1936) iRepública Socialista Soviètica de l'Azerbaidjan(1936-1991)
- Nariman Narimanov (1921-1922)
- Gazanfar Makhmud ogly Musabekov (1922-1928)
- Dadash Khodzha ogly Buniyatzade (1928-1932)
- Mir Jafar Baghirov (1932-1933) (1a vegada)
- Huseyn Pasha ogly Rakhmanov (1933-1937)
- Teimur Iman Kuli ogly Kulíev (1937-1953) (1a vegada)
- Mir Jafar Baghirov (1953) (2a vegada)
- Teimur Iman Kuli ogly Kuliyev (1953-1954) (2a vegada)
- Sadykh Gadzhiyar Ali ogly Ragimov (1954-1958)
- Veli Yusif ogly Akhundov (1958-1959)
- Mamed Abdul ogly Iskenderov (1959-1961)
- Enver Nazar ogly Alikhanov (1961-1970)
- Ali Ismail ogly Ibrahimov (1970-1981)
- Gasan Neimat ogly Seidov (1981-1989)
- Aiaz Mutalibov (1989-1990)

### República de l'Azerbaidjan(1991-present)
- Hasan Hasanov (1990-1992)
- Firuz Mustafayev (1992)
- Rahim Huseynov (1992-1993)
- Ali Masimov (1993)
- Panakh Huseynov (1993)
- Suret Huseynov (1993-1994)
- Fuad Gulíev (1994-1996)
- Artur Rasizade (1996-2003)
- İlham Əliyev (2003)
- Artur Rasizade (2003-2019)
- Novruz Mammadov (2019)
- Ali Asadov (2019- en el càrrec)